# Clan dei catanesi
Il Clan dei catanesi, chiamato giornalisticamente così per via della provenienza della maggioranza dei suoi membri, era la frangia torinese del clan catanese dei Cursoti che si rese protagonista di fatti criminosi nella zona di Torino fino alla metà degli anni '80, quando venne smantellata dagli arresti e dalla collaborazione con la giustizia di numerosi membri, cedendo il passo all'ormai dominante 'Ndrangheta locale.

## Storia
La storia del clan dei catanesi inizia con l'arrivo a Torino dei sei fratelli Miano (Francesco detto "Ciccio", Roberto, Santo, Giuseppe, Carmelo e Gaetano; gli ultimi due incensurati), originari di Catania e membri del clan dei Cursoti. Nel giro di breve tempo e con azioni molto violente presero il controllo del gioco d'azzardo, della prostituzione e del traffico di eroina. I Miano si rifornivano di droga dalla banda milanese di Angelo Epaminonda (detto il Tebano) e successivamente la rivendenvano ai loro alleati calabresi, i Belfiore e gli Ursino, che nel 1983 assassinarono il procuratore capo Bruno Caccia per le sue indagini sul crimine organizzato. In quel periodo a Torino si contano più di venti omicidi all'anno, nel solo 1977 carabinieri e polizia indagano su sette sequestri di persona.

### Il maxiprocesso contro il clan dei catanesi
Il 28 settembre 1984 venne arrestato a Torino il killer Salvatore Parisi, in fuga dalla polizia che lo aveva sorpreso a compiere un omicidio. Parisi decise di collaborare con il sostituto procuratore Marcello Maddalena (ex collega del defunto procuratore Caccia) e rivelò tutti i traffici e i delitti dei fratelli Miano. Nel giro di ventiquattr'ore, Parisi fece individuare il covo milanese del pericoloso latitante Angelo Epaminonda e, sulla base delle sue dichiarazioni, la Procura di Torino emise circa 400 ordini di cattura che vennero eseguiti nella notte tra il 10 e l'11 dicembre 1984: furono arrestati boss e gregari del clan Miano, tre magistrati, alcuni ufficiali dei carabinieri, due agenti di custodia e Francesco Chimento, ex direttore del carcere di piazza Lanza di Catania. Subito dopo l'arresto, si pentirono numerosi altri uomini della banda compresi due dei capi, i fratelli Ciccio e Roberto Miano. Ciccio Miano iniziò a collaborare come infiltrato all'interno del carcere per conto del SISDE, che gli fornì un registratore per raccogliere le confidenze del boss calabrese Domenico Belfiore, consentendo di incastrarlo come mandante dell'omicidio del procuratore Bruno Caccia.
Nel marzo 1987 si aprì il cosiddetto "processone" presso l'aula-bunker del carcere torinese delle Vallette, che vedeva imputate 242 persone accusate di appartenere ad un'associazione mafiosa capeggiata dai fratelli Miano e operante tra Torino e Catania, responsabile di 61 omicidi, quattro sequestri di persona, centinaia di rapine, decine di ferimenti e traffico di droga. Il corso del processo venne funestato da una serie di omicidi contro congiunti dei "pentiti" per indurli a ritrattare le accuse: il 17 luglio 1987 venne ucciso Santo Miano, fratello dei pentiti Roberto e Francesco, cui seguì l'omicidio a Catania dell'altro fratello Gaetano, che era incensurato e non aveva mai avuto a che fare con gli affari dei fratelli; il 5 novembre dello stesso anno, sempre a Catania, finì assassinato Angelo Saia, padre di Antonino, altro pentito dell'inchiesta contro il clan; il 22 gennaio 1988 Angelo Randelli, operaio incensurato e fratello del "pentito" Pietro, fu crivellato di colpi sempre nella città etnea.
Il 6 novembre 1988, dopo diciannove mesi e 217 udienze, il presidente Elvio Fassone lesse il dispositivo della sentenza che concludeva il primo grado del maxiprocesso contro il clan dei catanesi: 130 condanne, ventisei delle quali all'ergastolo e le altre a pene comprese tra un massimo di trent'anni e un minimo di pochi mesi di reclusione, e settanta assoluzioni; tra i condannati all'ergastolo figuravano i calabresi Mario Ursini, Domenico Belfiore e il cognato Placido Barresi, il boss dei Cursoti Giuseppe Garozzo (detto Pippo u' maritatu) e i capimafia siciliani Giovanni Bastone e Salvatore Facella; per quanto riguarda i "pentiti", a Salvatore Parisi e Francesco Miano furono inflitti ventidue anni e tre mesi di reclusione, al fratello Roberto vent'anni e quattro mesi, mentre ad Antonino Saia vent'anni, diciotto a Pietro Randelli e Carmelo Giuffrida; due dei magistrati imputati vennero condannati anche loro con l'accusa di corruzione: Pietro Perracchio ebbe due anni e mezzo di reclusione e Aldo Rocco Vitale, successivamenle deceduto qualche mese dopo, venne condannato a due anni e otto mesi mentre l'ex direttore del carcere di Catania Chimento e due agenti di custodia furono assolti.
Nel 1990, durante i mesi in cui si svolse il processo d'appello, furono assassinati due degli imputati, Giuseppe Miano (terzo fratello dei due collaboranti ad essere ucciso) e l'ex killer Angelo Sciotti, che era stato condannato all'ergastolo in primo grado. Il 30 ottobre dello stesso anno scattarono le scarcerazioni di numerosi imputati per decorrenza dei termini di custodia cautelare, che provocarono scalpore perché riguardarono otto condannati all'ergastolo e tutti i "pentiti". Infine il 28 novembre si concluse il giudizio d'appello, che ribaltò il verdetto di primo grado: furono confermati soltanto undici ergastoli dei precedenti ventisei e le altre pene alleggerite; ad esempio, Placido Barresi si vide annullare la condanna all'ergastolo per due omicidi mentre la condanna a vita inflitta a suo cognato Domenico Belfiore venne ridotta a ventott'anni di reclusione e quella del boss catanese Giuseppe Garozzo a trent'anni. L'anno successivo i killer individuarono e uccisero uno dei pentiti-chiave del processo, Pietro Randelli, assassinato a colpi di pistola nella sua cascina a Serralunga d'Alba insieme alla convivente Nunzia Strano.
Il 28 febbraio 1992 la prima sezione penale della Cassazione, presieduta dal giudice Corrado Carnevale, annullò parzialmente la sentenza d'appello, cancellando tutte le condanne per associazione mafiosa e disponendo un nuovo processo per 47 imputati poiché le dichiarazioni dei "pentiti" non avevano trovato sufficiente riscontro. La decisione causò la protesta dei giudici del Tribunale di Torino e innescò un dibattito politico, che indusse l'onorevole Luciano Violante a scrivere una lettera all'allora ministro della giustizia Claudio Martelli in cui invocava provvedimenti contro il giudice Carnevale, definito "ammazzasentenze".